# Bathyclarias
A Bathyclarias a sugarasúszójú halak (Actinopterygii) osztályának a harcsaalakúak (Siluriformes) rendjébe, ezen belül a zacskósharcsafélék (Clariidae) családjába tartozó nem.

## Rendszerezés
A nembe az alábbi fajok tartoznak:
- Bathyclarias atribranchus (Greenwood, 1961)
- Bathyclarias eurydon Jackson, 1959
- Bathyclarias filicibarbis Jackson, 1959
- Bathyclarias foveolatus (Jackson, 1955)
- Bathyclarias gigas Jackson, 1959
- Bathyclarias ilesi Jackson, 1959
- Bathyclarias jacksoni
- Bathyclarias longibarbis (Worthington, 1933)
- Bathyclarias loweae
- Bathyclarias nyasensis (Worthington, 1933) - szinonimája: Dinotopterus jacksoni Greenwood, 1961
- Bathyclarias rotundifrons Jackson, 1959
- Bathyclarias worthingtoni Jackson, 1959